# Badminton House
Badminton House är en stor egendom i Gloucestershire, som tillhör familjen Somerset, det vill säga  numera hertigarna av Beaufort, sedan 1612 och är huvudsäte för familjen sedan deras ursprungliga egendom Raglan Castle blev förstörd under engelska inbördeskriget i mitten av 1600-talet.
Redan på 1620-talet utökades och moderniserades slottet. Henry Scudamore, 3:e hertig av Beaufort, utökade slottet ytterligare under 1730-talet och lade till en västportal (möjligen ursprungligen ritad av Inigo Jones). Den 4:e hertigen moderniserade ytterligare efter ritningar av William Kent.
Det är inte helt fastställt att bollspelet badminton härstammar från Badminton House, men familjetraditionen säger att spelet uppfanns här under den långa kalla vintern 1863 av den 8:e hertigens barn. De mjuka fjäderbollarna skadade inte familjeporträtten i the Great Hall, där man spelade.
Drottning Mary av Teck var evakuerad från London hos sin brorsdotter, dåvarande hertiginnan av Beaufort och hennes make Henry Somerset, 10:e hertig av Beaufort, på Badminton House under större delen av andra världskriget. Det visade sig vara ganska prövande för värdparet. Då hertiginnan tillfrågades flera år senare var drottningen och hennes uppvaktning bott, svarade hon: "Hon bodde överallt".